# Самсара
Самсара е понятие от някои източни религии. Буквално означава „кръговрат“ (санскрит). Това е веригата на ражданията и смъртта под формата на колело, което винаги е в движение. Когато тази верига бъде прекъсната, съществото получава освобождение (мокша) и встъпва в Нирвана.

## Будисткото понятие за самсара
Съгласно великия будистки учител Гампопа (1079 – 1153), който е един от основателите на школата Кагю на тибетския будизъм самсара се отличава със следните три черти:
- Природата ѝ е пустота
- Проявлението ѝ е илюзия
- Характеристиката ѝ е страдание.

В зависимост от своята карма или съдържанието на складиращото си съзнание (санскр. алая виджняна, тиб. кюн ши) съществата преживяват следните шест сфери или състояния на самсара:
1. Божествена сфера, състояща се съответно от реалност на желанията (камадхату), сфера на формите и сфера на безформеното. Боговете живеят изпълнени от радост и заобиколени от изобилие, но те забравят да практикуват дхарма и така изчерпват своята добра карма.
2. Сфера на полубоговете – полубоговете имат радост и изобилие почти колкото боговете, но често прекарват времето в свади помежду си.
3. Сфера на хората – хората страдат от глад, жажда, топло / студено, от разделяне с приятели и близки, но все пак тази реалност е смятана за най-удачна за практикуване на дхарма
4. Животинска сфера
5. Сфера на гладните духове
6. Адска сфера – създанията в ада са подложени на крайни мъчения за цели еони от време. Всъщност има 18 вида ад, с различни видове мъчения от жега до студ, и други мъчения.